# Nennillo et Nennella
Nennillo et Nennella ou Poucet et Poucette (Nennillo e Nennella) est un conte figurant dans le Pentamerone (V-8), recueil de contes merveilleux – premier en son genre –, publié en napolitain vers 1635, œuvre posthume de Giambattista Basile.
Le conte semble avoir influencé ou, du moins, constitue, par son point de départ – les enfants abandonnés par leurs parents dans la forêt –, une version primitive du Petit Poucet de Perrault, et de Frérot et Sœurette et Hansel et Gretel, contes recueillis par les frères Grimm.

## Résumé
Un homme, Jannuccio, a deux enfants, Nennillo et Nennella, qu'il aime comme sa propre vie. Un jour, sa femme meurt, et il se remarie avec une femme cruelle qui, dès son arrivée dans la maison, n'a qu'une idée en tête : se débarrasser des petits. Elle réussit à convaincre Januccio d'aller les perdre. À contre-cœur, Januccio emmène les enfants dans la forêt, où il les abandonne avec un panier rempli de provisions. En route, cependant, il a pris soin de répandre des cendres derrière eux et, avant de s'en aller les larmes aux yeux, il les avise de suivre la ligne de cendres pour rentrer. Un peu plus tard, Nennillo et Nennella peuvent ainsi retrouver leur chemin et revenir à la maison, ce qui suscite la fureur de Pascozza, leur belle-mère. Celle-ci ne désarme pas, et pousse Januccio à effectuer une seconde tentative. Au lieu de cendres, c'est du son que, cette fois, Januccio sème. Avant de laisser ses deux enfants au milieu des bois avec un nouveau panier de provisions, il leur dit de suivre la piste comme auparavant, puis, comme la première fois, il s'en va en pleurant. Quand leur panier est vide, Nennillo et Nennella veulent retrouver le son, mais ils constatent que celui-ci a été mangé par un âne.
Durant plusieurs jours, les enfants errent dans les bois, se nourrissant de glands et de châtaignes, jusqu'au moment où un prince vient chasser près de l'endroit où ils se trouvent. Ses chiens provoquent la séparation des enfants. Nennillo se réfugie au sommet d'un arbre, tandis que Nennella court jusqu'à une plage. Le petit Nennillo est recueilli par le prince, qui fait en sorte que le garçon reçoive une bonne éducation ; ainsi finit-il par devenir un excellent ciseleur. Quant à sa sœur, Nennella, elle est enlevée par des pirates, qui l'emmènent à bord de leur bateau. Le capitaine des pirates et sa femme, qui n'ont pas d'enfants, l'élèvent alors comme si c'était leur fille. Le capitaine pirate est poursuivi mais, grâce à des pots de vin, il bénéficie d'appuis parmi les gens chargés de la justice. C'est le Ciel alors, sans doute, qui décide de son sort, car une violente tempête fait chavirer son bateau. De ce terrible naufrage, Nennella est la seule rescapée : un grand poisson enchanté, qui nage alors près du navire, ouvre tout grand la bouche, et avale la fillette. À l'intérieur du poisson, Nennella découvre une magnifique propriété entourée de verdure, et elle y vit telle une princesse.
Le poisson arrive à un rocher, où il se trouve que le prince est en villégiature avec son entourage, y compris Nennillo. À travers la gorge du poisson, Nennella aperçoit ce dernier au moment où il est sorti pour aiguiser des couteaux, et elle se met à l'appeler : « Frère, frère... ». Elle ne réussit pas, cependant, à capter l'attention de Nennillo, mais bien celle du prince. Ce dernier tente de faire capturer le poisson puis, comprenant ce que la voix qui en sort dit, il interroge ses serviteurs pour savoir si l'un d'entre eux n'aurait pas perdu une sœur. Nennillo répond qu'il se souvient vaguement qu'il était accompagné d'une sœur au moment où il a été découvert dans les bois, et le prince, alors, lui demande de s'approcher du poisson pour voir ce qui se passera. Nennillo s'approche ; le poisson ouvre grand la bouche, et Nennella en sort. Elle raconte leur histoire au prince. Ni elle ni son frère ne se souvient des noms de leurs parents, si bien que le prince fait publier un avis invitant les parents d'enfants disparus à se rendre au palais. C'est ainsi que Januccio, après avoir été réprimandé sévèrement par le prince, retrouve ses deux petits. Après cela, le prince lui demande d'aller chercher sa femme. Quand elle est devant lui, le prince lui montre Nennillo et Nennella et lui demande quel châtiment mérite celui qui leur aurait fait du mal. Elle répond qu'il mérite d'être enfermé dans un tonneau et qu'on le fasse dévaler une montagne. Le prince acquiesce, et dit qu'elle a elle-même prononcé sa sentence, qui est exécutée aussitôt. Le prince marie Nennella à l'un de ses riches vassaux et Nennillo à la fille d'un autre riche seigneur. La marâtre, dans son tonneau, se lamente jusqu'à son dernier souffle du fait qu'une heure vient toujours où le méchant est puni.

## Classification
Le conte est rangé dans les contes AT 450, selon la classification Aarne-Thompson, correspondant au type « Petit Frère et Petite Sœur ». Le début s'apparente au type 327A, « Hansel et Gretel ».

## Commentaire
[...]

## Sources et bibliographie

### Texte en ligne
- (en) « Nennillo and Nennella », d'après la traduction en anglais de John Edward Taylor. – sur le site surlalune.com.

### Édition imprimée
- (fr) Giambattista Basile (trad. de l'italien par Françoise Decroisette), Le Conte des contes ou Le Divertissement des petits enfants [« Lo cunto de li cunti overo Lo trattenimiento de peccerille »], Strasbourg, Circé, 1995, 478 p. (ISBN 2-908024-88-8).

### Ouvrage de référence/ Étude
- (en) D. L. Ashliman (éd.), « "Hansel and Gretel" and other folktales of Aarne-Thompson-Uther types 327, 327A, and 327B about abandoned children ». – sur le site www.pitt.edu.
- (fr) Paul Delarue, Marie-Louise Ténèze, Le Conte populaire français, édition en un seul volume reprenant les quatre tomes publiés entre 1976 et 1985, Maisonneuve et Laroze, coll. « Références », Paris, 2002  (ISBN 2-7068-1572-8). Tome 2 (1964), p. 123-128.